# Seure

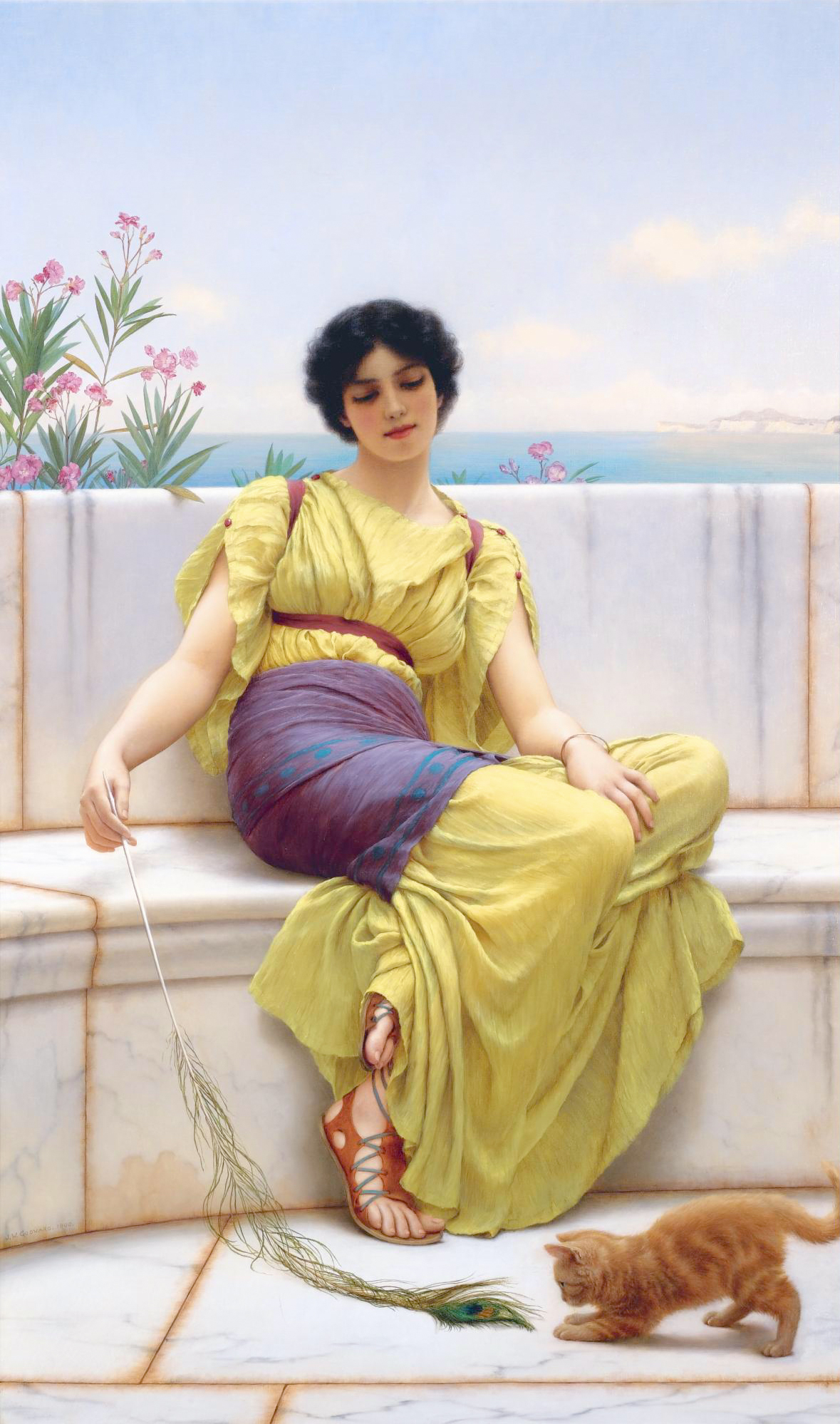
Un dona asseguda representada a la pintura Mandra (1900) de John William Godward

Seure és una posició bàsica de descans dels humans. La massa del cos és aguantada per les natges en contacte amb el terra o un objecte horitzontal com una cadira. El tors està més o menys recte. Estar assegut durant la major part del dia pot suposar riscos per a la salut importants i les persones que s'asseuen regularment durant períodes prolongats tenen una taxa de mortalitat superior respecte als que no.

## Efectes sobre la salut
Un estudi realitzat en 4145 participants va concloure que estar assegut regularment durant períodes molt llargs pot causar depressió clínica, almenys als adults sud-coreans.
Un estudi sobre 4.185 policies suecs trobà que estar asseguts durant una llarg temps dins dels vehicles policials no provocava problemes musculoesquelètics.